# Julien Loko
Julien Raoux, dit Julien Loko (ou Julien LOko), est un chanteur et auteur-compositeur-interprète français, né le 16 mai 1984 au Haillan (Gironde).

## Biographie
Dès son plus jeune âge, il débute la musique en suivant des cours de piano puis se passionne pour la batterie. De fil en aiguille, il se met au chant en autodidacte et compose ses premières chansons vers l’âge de 15 ans et forme son premier groupe. Il fait plusieurs représentations et est invité au Festival Cripple Creek en 2003. Il est finaliste du Raisin d'Or en 2003 et remporte celui des Jeunes Talents auteur/compositeur au Vélodrome d'Arcachon en 2005. Ses influences sont, entre autres, Emilie Simon, Gérald De Palmas, Jeff Buckley, mais aussi le cinéma d'horreur, ou les œuvres de Tim Burton et son compositeur Danny Elfman. L’envie de réunir ces différents univers l’oriente vers une musique dite « filmique ».
En 2007, il compose son premier album Ronces et Invisibles Fanées. Il se lance dans la création imagée du Monde de Ronces, décors, héros, lieux, légendes avec histoire complète d'un pays imaginaire que complète son recueil d'histoires Ronces et Contes Macabres qui illustre l’univers du personnage LOko. Plusieurs de ses dessins y sont intégrés.
Finaliste du tremplin Le Mans Cité, le 22 février 2008, il participe ensuite à l’émission Nouvelle Star. Il choisit une reprise d’Hallelujah de Jeff Buckley, mais il est finalement éliminé après les épreuves du Théâtre, aux portes des primes. André Manoukian, jury de l’émission, déclare ensuite : « C'est la première fois qu'un éliminé suscite autant d'engouement, je reçois des coups de fils de protestation parmi mes proches et les gens de ce métier qui ne comprennent pas l'élimination de Julien […] on se demande quand même si on n'a pas fait une erreur... ».
L’album Ronces et Invisibles Fanées est téléchargé à plus de 60 000 exemplaires. Il réinterprète Hallelujah, lors de la fête de la musique, en direct sur France 2.
En parallèle, il rencontre le journaliste et animateur Christophe Hondelatte. Ils travaillent ensemble dès la rentrée dans l’émission Vendredi, si ça me dit ! dont Julien Loko crée le générique. Son rôle est de composer chaque semaine une chanson pour un invité. On peut par exemple retenir L’Usurpateur, dont le texte est basé sur des extraits du livre d'Amelie Nothomb, Le Fait du prince. Il annonce alors que ce titre devrait être intégré à un futur album.[réf. souhaitée]
Le 30 janvier 2009, il fait la première partie du groupe Marillion à la « Rock School Barbey » de Bordeaux.
En 2009, Christophe Hondelatte devient son manager et son producteur. Il sort son deuxième album Destino écrit et composé en quatre mois et enregistré aux côtés de l’ingénieur du son Pierre Jacquot, connu pour son travail avec Peter Gabriel et Dee Dee Bridgewater.
Le pseudonyme Julien LOko fait son apparition en 2010. Il est lauréat des Rencontres d'Astaffort, événement organisé par Francis Cabrel et l’association Voix Du Sud. Il compose également la BO de Babylone Toquée, une pièce de la Compagnie de théâtre Le Carton-Pâte, écrite par Fanny Parra.
En 2011-2012, il est recruté par Kamel Ouali, pour interpréter Jonathan Harker, rôle chanté principal de la comédie musicale Dracula, l'amour plus fort que la mort, une adaptation libre du roman de Bram Stoker, récompensée d’un Globe de Cristal en 2012 pour la meilleure comédie musicale. Durant la tournée pour la comédie musicale Dracula, il réalise plusieurs vidéos humoristiques sous forme de carnet de voyage ou de "Minute Drac'" 

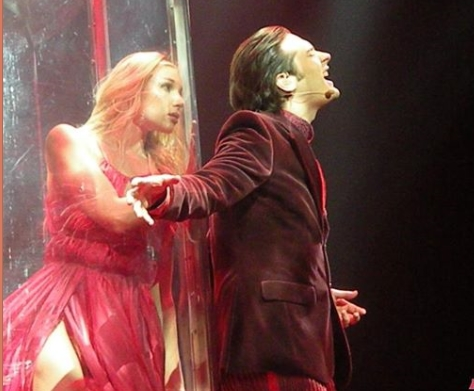
Rôle de Jonathan Harker pour Dracula

Après l'aventure Dracula, il s’inscrit sur la plateforme participative Oocto pour un appel aux dons afin de composer son EP, mini album de 4 titres : J'attends Demain (Blablabla), Tout ça n’est pas très grave (en duo avec Anaïs Delva), L’instant Sublime, et la reprise Désert d’Émilie Simon, qu'il considère comme « la plus belle chanson d'amour »[réf. nécessaire].
En 2013, il fait de nouveau appel à son public pour financer cette fois-ci son album Graffiti Cowboy sur Kisskissbankbank. L’album sort en mars 2014. Plusieurs grands noms ont participé à son élaboration : Fabien Cahen, François Welgryn, Pierre-Yves Lebert, Marc Estève ou encore Davide Esposito. De plus, Julien LOko met un point d'honneur à vouloir réaliser tous ses clips : J'attends Demain (Blablabla), Tout ça n'est pas très grave, Désert et L’instant sublime.
En juin 2013, il compose une nouvelle fois pour une pièce de Fanny Parra, Mademoiselle C, dont il interprète la chanson du même nom. Durant l'été 2015, il participe aux Voix de la chance, la tournée Française des jeux/ NRJ12.
Le 6 octobre 2013, il est le parrain et jury de la 10e édition des micros de la chance d'Auterive. Une prestation a retenu tout particulièrement son attention, il s'agit de Dadou Afaka, un jeune auteur/compositeur, à qui il a demandé de faire sa première partie pour son concert du 30 novembre à Andernos, et celui du 22 février à Le Haillan.
D'octobre 2015 à janvier 2016, Julien interprète le rôle de Michel Ardan dans la comédie musicale Le Voyage extraordinaire de Jules Verne de Nicolas Nebot et Dominique Mattei au théâtre Mogador.

## Discographie

### Singles
- 2015 :
  - L'Homme Parle (feat. Nesta le Saint, Luis Gárate Blanes)
  - Ailleurs (Le Voyage Extraordinaire de Jules Verne) - Michel ARDAN
- 2016 : Novembre
- 2017 : 
  - Hush
  - Lucky One
  - Here (Let Me In)
  - Sick World
  - Fall Apart (feat. Candice Parise)
- 2018 :
  - Seagull & Blackbird (feat. Emie Thomas)
  - Believe reprise de Cher

## Courts métrages
2010 
- EnD, réalisateur

2011
- Victor Rature (conte animé), réalisateur

2012
- Je suis le Diable, acteur et réalisateur
- Aspirine expérimentation, acteur et réalisateur[9]